# Норт-Сейлем (Індіана)
Норт-Сейлем (англ. North Salem) — місто (англ. town) в США, в окрузі Гендрікс штату Індіана. Населення — 464 особи (2020).

## Географія
Норт-Сейлем розташований за координатами 39°51′35″ пн. ш. 86°38′40″ зх. д. / 39.85972° пн. ш. 86.64444° зх. д. (39.859593, -86.644428).  За даними Бюро перепису населення США в 2010 році місто мало площу 0,67 км², уся площа — суходіл.

## Демографія
Згідно з переписом 2010 року, у місті мешкало 518 осіб у 209 домогосподарствах у складі 141 родини. Густота населення становила 769 осіб/км².  Було 226 помешкань (336/км²).
Расовий склад населення:
| - 98,1 % — білих - 0,4 % — азіатів - 0,2 % — чорних або афроамериканців |

До двох чи більше рас належало 1,2 %. Частка іспаномовних становила 0,6 % від усіх жителів.
За віковим діапазоном населення розподілялося таким чином: 23,9 % — особи молодші 18 років, 63,0 % — особи у віці 18—64 років, 13,1 % — особи у віці 65 років та старші. Медіана віку мешканця становила 39,9 року. На 100 осіб жіночої статі у місті припадало 101,6 чоловіків;  на 100 жінок у віці від 18 років та старших — 95,0 чоловіків також старших 18 років.
Середній дохід на одне домашнє господарство  становив 51 190 доларів США (медіана — 41 818), а середній дохід на одну сім'ю — 62 369 доларів (медіана — 51 250). За межею бідності перебувало 8,5 % осіб, у тому числі 24,5 % дітей у віці до 18 років та 0,0 % осіб у віці 65 років та старших.
Цивільне працевлаштоване населення становило 218 осіб. Основні галузі зайнятості: транспорт — 18,8 %, освіта, охорона здоров'я та соціальна допомога — 13,8 %, будівництво — 9,2 %, роздрібна торгівля — 8,3 %.